# Estaing (Aveyron)
Pour les articles homonymes, voir Estaing.
Estaing est une commune française située dans le département de l'Aveyron, en région Occitanie.
Elle est adhérente de l'association Les Plus Beaux Villages de France.
Le patrimoine architectural de la commune comprend sept immeubles protégés au titre des monuments historiques : l'église Saint-Fleuret, inscrite en 1927, le château d'Estaing, classé en 1945, la mairie, inscrite en 1975, l'église Saint-Blaise, inscrite en 1979, la chapelle Saint-Jean de l'Ouradou, inscrite en 1997, le pont d'Estaing, inscrit en 2005, et la chapelle Saint-Joseph du château d'Estaing, inscrite en 2018.

## Géographie

### Généralités

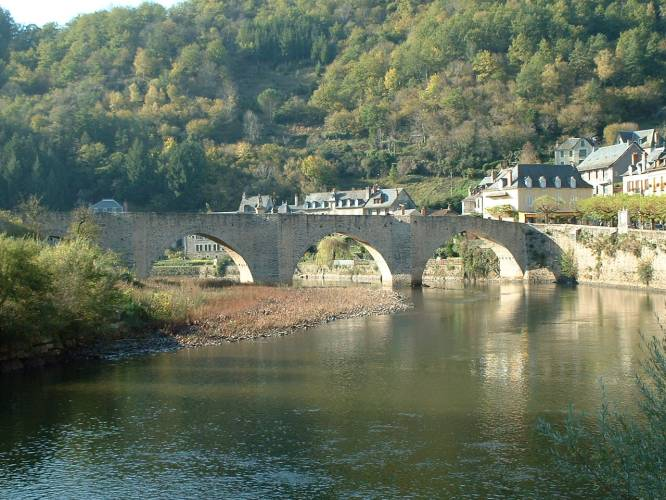
Le pont d'Estaing sur le Lot.

Dans le quart nord-est du département de l'Aveyron, la commune d'Estaing s'étend sur 16,96 km2. Elle est bordée au sud par le Lot et arrosée par son affluent la Coussane qui conflue avec le Lot au bourg d'Estaing.
L'altitude minimale, 301 mètres, se trouve à l'ouest, dans la retenue du barrage de Golinhac, là où le Lot quitte la commune et sert de limite entre celles de Golinhac et du Nayrac. L'altitude maximale avec 760 mètres est localisée à l'extrême nord, près du lieu-dit les Prats, en limite de la commune du Nayrac.
À l'intersection des routes départementales 22, 97 et 920, le bourg d'Estaing est situé, en distances orthodromiques, huit kilomètres au nord-ouest d'Espalion, vingt kilomètres au sud-ouest de Laguiole, et vingt-quatre kilomètres au nord-nord-est de la préfecture Rodez.

### Communes limitrophes
Estaing est limitrophe de quatre autres communes. Au sud-est, son territoire est distant d'environ 150 mètres de celui de Bessuéjouls.
|          | Le Nayrac |          |
| Golinhac | Estaing   | Coubisou |
|          | Sébrazac  |          |

### Climat
Pour des articles plus généraux, voir Climat de l'Occitanie et Climat de l'Aveyron.
En 2010, le climat de la commune est de type climat océanique altéré, selon une étude s'appuyant sur une série de données couvrant la période 1971-2000. En 2020, Météo-France publie une typologie des climats de la France métropolitaine dans laquelle la commune est exposée à un climat de montagne et est dans la région climatique Sud-est du Massif Central, caractérisée par une pluviométrie annuelle de 1 000 à 1 500 mm, minimale en été, maximale en automne.
Pour la période 1971-2000, la température annuelle moyenne est de 12,1 °C, avec une amplitude thermique annuelle de 16,4 °C. Le cumul annuel moyen de précipitations est de 1 116 mm, avec 11,4 jours de précipitations en janvier et 6,5 jours en juillet. Pour la période 1991-2020, la température moyenne annuelle observée sur la station météorologique la plus proche, située sur la commune de Saint-Côme-d'Olt à 12 km à vol d'oiseau, est de 12,5 °C et le cumul annuel moyen de précipitations est de 951,5 mm,. Pour l'avenir, les paramètres climatiques de la commune estimés pour 2050 selon différents scénarios d'émission de gaz à effet de serre sont consultables sur un site dédié publié par Météo-France en novembre 2022.

## Urbanisme

### Typologie
Au 1er janvier 2024, Estaing est catégorisée commune rurale à habitat dispersé, selon la nouvelle grille communale de densité à 7 niveaux définie par l'Insee en 2022.
Elle est située hors unité urbaine. Par ailleurs la commune fait partie de l'aire d'attraction d'Espalion, dont elle est une commune de la couronne,. Cette aire, qui regroupe 7 communes, est catégorisée dans les aires de moins de 50 000 habitants,.

### Villages, hameaux et lieux-dits
Outre le bourg d'Estaing proprement dit, le territoire se compose d'autres villages ou hameaux, ainsi que de lieux-dits :
- Annat (la commune d'Annat fusionne en 1832, en partie avec Estaing et en partie avec Le Nayrac[11])
- Baldesc
- Belle Biste
- la Bessaillade
- la Blanquerie
- la Borie Sèche
- le Bouissas
- le Bouyssas
- Carmarans
- Cauvin
- la Chantelerie
- le Combayre
- las Combes
- la Coursière
- la Croix Marie
- la Devèze
- la Devinerie
- la Fabrègue
- Fabrègues
- Fournols
- la Frayssinette
- la Gaillouste
- Hauterive
- Labro
- Mal Pas
- Mas de Saint-Fleuret
- Mas del Rieu
- Moncan
- Monplaisir
- Monrepos
- Montaurou
- l'Ouradou
- la Parfaiterie
- la Parro
- le Picard
- la Ponsarderie
- le Puech
- Puech de l'Église
- le Rang
- Ravin de Braygues
- Roque Longue
- Rouliès
- Tabust
- le Viala
- le Vialaret
- la Viguerie
- Vinnac

## Toponymie

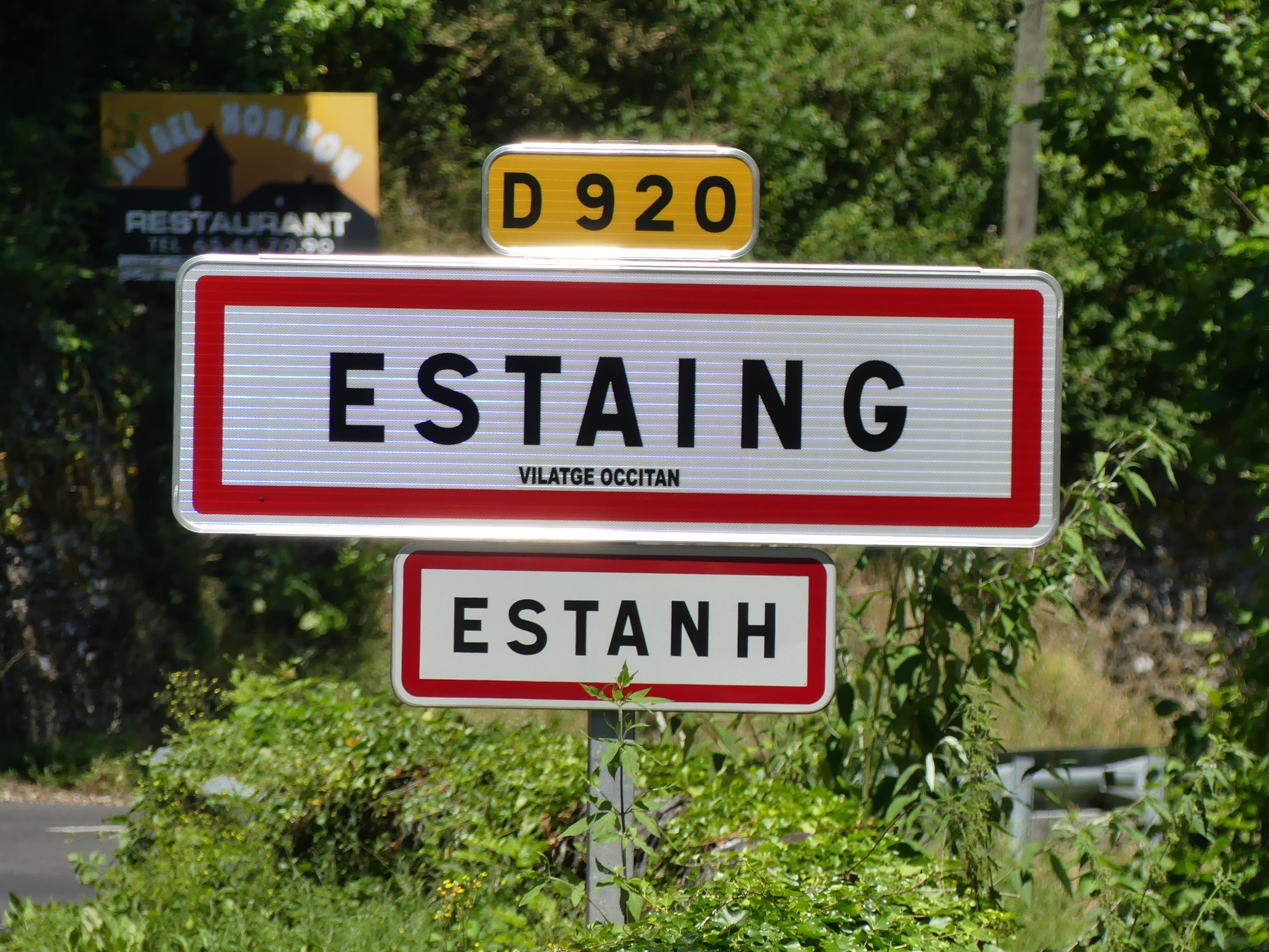
Panneau d'entrée à Estaing.

La localité est mentionnée en 1082 sous le nom de Stagno, désignant un lieu où l'eau stagne, un étang.
En occitan, la commune porte le nom d'Estanh.

## Histoire
La famille d'Estaing est l'une des plus puissantes du Rouergue entre le XIIIe siècle et le XVIIIe siècle, période à laquelle elle s'éteint. Le nom d'Estaing est pris en 1922 par plusieurs membres de la famille Giscard.

### Le pèlerinage de Compostelle

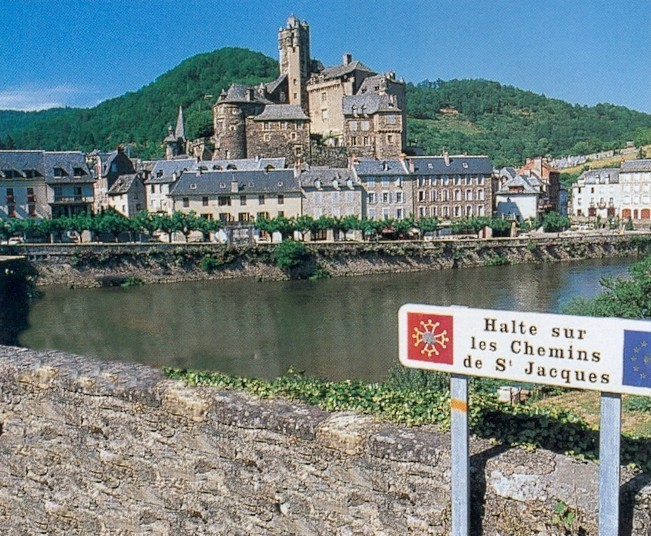
La halte de Saint-Jacques.

Estaing est situé sur la via Podiensis du pèlerinage de Compostelle. En venant de Bessuéjouls, la prochaine commune est Golinhac et son église Saint Martin. Le village est autrefois considéré comme un des points où les chemins venant du nord-est traversent le Lot  pour continuer sur Conques. Parmi les pèlerins qui voulaient éviter les embûches et les rigueurs de l’Aubrac, certains arrivaient directement à Estaing venant de Saint-Flour par Laguiole, d'autres passaient par Sainte-Geneviève-sur-Argence et le plateau de la Viadène.
Estaing conserve bien vivant le souvenir du passage des pèlerins de Compostelle qui y laissent des traces. Il s'agit d'abord de la célèbre fête de saint Fleuret qui a lieu tous les ans depuis le XIXe siècle, le premier dimanche de juillet. Fleuret, que la tradition présente comme un évêque du diocèse d'Auvergne, peut vraisemblablement être identifié avec saint Flour dont les reliques sont amenées à Estaing vers 1361-1368 par le cardinal Pierre d'Estaing. Il devient le patron de la ville et chaque année, depuis six siècles, la fête est célébrée le premier dimanche de juillet avec un faste particulier. Plusieurs centaines de personnages costumés représentent les membres du clergé et de l'illustre famille d'Estaing. Ils suivent en procession l'antique buste relique du saint et parmi eux, trois ou quatre sous le nom de « les jacques la coquille », participants habillés en pèlerins de Saint-Jacques munis de la gourde et du bourdon, avec le grand chapeau et la pèlerine garnie de coquilles.

## Politique et administration

### Liste des maires
| Période                                  | Période      | Identité                  | Étiquette | Qualité                                            |
| ---------------------------------------- | ------------ | ------------------------- | --------- | -------------------------------------------------- |
| Les données manquantes sont à compléter. |              |                           |           |                                                    |
|                                          |              |                           |           |                                                    |
| 1965                                     | 1977         | Olivier Giscard d'Estaing | RI        | Député des Alpes-Maritimes (1968-1973)             |
| 1977                                     | 1995         | Pierre Marc               |           |                                                    |
| 1995                                     | 2008         | Léon Romieu               | UMP       | Conseiller général du canton d'Estaing (1992-2004) |
| 2008                                     | juillet 2020 | Jean Pradalier            | DVD       | Retraité de l'enseignement                         |
| juillet 2020                             | En cours     | Nathalie Couseran         |           |                                                    |

## Population et société

### Démographie
L'évolution du nombre d'habitants est connue à travers les recensements de la population effectués dans la commune depuis 1793. Pour les communes de moins de 10 000 habitants, une enquête de recensement portant sur toute la population est réalisée tous les cinq ans, les populations de référence des années intermédiaires étant quant à elles estimées par interpolation ou extrapolation. Pour la commune, le premier recensement exhaustif entrant dans le cadre du nouveau dispositif a été réalisé en 2006.

En 2022, la commune comptait 507 habitants, en évolution de +6,74 % par rapport à 2016 (Aveyron : +0,37 %, France hors Mayotte : +2,11 %).
| 1793 | 1800  | 1806  | 1821  | 1831  | 1836  | 1841  | 1846  | 1851  |
| ---- | ----- | ----- | ----- | ----- | ----- | ----- | ----- | ----- |
| 918  | 1 075 | 1 329 | 1 309 | 1 375 | 1 475 | 1 531 | 1 514 | 1 156 |

| 1856  | 1861  | 1866  | 1872  | 1876  | 1881  | 1886  | 1891  | 1896  |
| ----- | ----- | ----- | ----- | ----- | ----- | ----- | ----- | ----- |
| 1 497 | 1 594 | 1 642 | 1 664 | 1 704 | 1 771 | 1 627 | 1 596 | 1 395 |

| 1901  | 1906  | 1911  | 1921  | 1926  | 1931  | 1936  | 1946  | 1954 |
| ----- | ----- | ----- | ----- | ----- | ----- | ----- | ----- | ---- |
| 1 309 | 1 273 | 1 218 | 1 185 | 1 107 | 1 036 | 1 020 | 1 002 | 842  |

| 1962 | 1968 | 1975 | 1982 | 1990 | 1999 | 2006 | 2011 | 2016 |
| ---- | ---- | ---- | ---- | ---- | ---- | ---- | ---- | ---- |
| 809  | 718  | 667  | 666  | 665  | 612  | 610  | 596  | 475  |

| 2021 | 2022 | - | - | - | - | - | - | - |
| ---- | ---- | - | - | - | - | - | - | - |
| 492  | 507  | - | - | - | - | - | - | - |

### Manifestations culturelles et festivités
- Les Médiévales : le premier week-end de septembre, animation de tout le village.

## Économie

### Revenus
En 2018  (données Insee publiées en septembre 2021), la commune compte 255 ménages fiscaux, regroupant 476 personnes. La médiane du revenu disponible par unité de consommation est de 20 070 € (20 640 € dans le département).

### Emploi
| Division       | 2008  | 2013  | 2018  |
| -------------- | ----- | ----- | ----- |
| Commune        | 4,4 % | 8,1 % | 6,9 % |
| Département    | 5,4 % | 7,1 % | 7,1 % |
| France entière | 8,3 % | 10 %  | 10 %  |

En 2018, la population âgée de 15 à 64 ans s'élève à 236 personnes, parmi lesquelles on compte 74,5 % d'actifs (67,6 % ayant un emploi et 6,9 % de chômeurs) et 25,5 % d'inactifs,. Depuis 2008, le taux de chômage communal (au sens du recensement) des 15-64 ans est inférieur à celui de la France et du département.
La commune fait partie de la couronne de l'aire d'attraction d'Espalion, du fait qu'au moins 15 % des actifs travaillent dans le pôle,. Elle compte 132 emplois en 2018, contre 186 en 2013 et 197 en 2008. Le nombre d'actifs ayant un emploi résidant dans la commune est de 166, soit un indicateur de concentration d'emploi de 79,7 % et un taux d'activité parmi les 15 ans ou plus de 43,6 %.
Sur ces 166 actifs de 15 ans ou plus ayant un emploi, 80 travaillent dans la commune, soit 48 % des habitants. Pour se rendre au travail, 72,9 % des habitants utilisent un véhicule personnel ou de fonction à quatre roues, 2,4 % les transports en commun, 12,8 % s'y rendent en deux-roues, à vélo ou à pied et 11,9 % n'ont pas besoin de transport (travail au domicile).
En 2014, parmi la population communale comprise entre 15 et 64 ans, les actifs représentent 278 personnes, soit 50,8 % de la population municipale. Le nombre de chômeurs (19) a baissé par rapport à 2009 (27) et le taux de chômage de cette population active s'établit à 9,4 %.

### Activités hors agriculture

#### Secteurs d'activités
67 établissements sont implantés  à Estaing au 31 décembre 2019. Le tableau ci-dessous en détaille le nombre par secteur d'activité et compare les ratios avec ceux du département,.
| Secteur d'activité                                                                                        | Commune | Commune | Département |
| Secteur d'activité                                                                                        | Nombre  | %       | %           |
| --- | ------- | ------- | ----------- |
| Ensemble                                                                                                  | 67      |         |             |
| Industrie manufacturière, industries extractives et autres                                                | 5       | 7,5 %   | (17,7 %)    |
| Construction                                                                                              | 15      | 22,4 %  | (13 %)      |
| Commerce de gros et de détail, transports, hébergement et restauration                                    | 22      | 32,8 %  | (27,5 %)    |
| Activités immobilières                                                                                    | 1       | 1,5 %   | (4,2 %)     |
| Activités spécialisées, scientifiques et techniques et activités de services administratifs et de soutien | 6       | 9 %     | (12,4 %)    |
| Administration publique, enseignement, santé humaine et action sociale                                    | 14      | 20,9 %  | (12,7 %)    |
| Autres activités de services                                                                              | 4       | 6 %     | (7,8 %)     |

Le secteur du commerce de gros et de détail, des transports, de l'hébergement et de la restauration est prépondérant sur la commune puisqu'il représente 32,8 % du nombre total d'établissements de la commune (22 sur les 67 entreprises implantées  à Estaing), contre 27,5 % au niveau départemental.

#### Entreprises
L' entreprise ayant son siège social sur le territoire communal qui génère le plus de chiffre d'affaires en 2020 est : 
- Rouergue Facades, travaux de maçonnerie générale et gros œuvre de bâtiment (198 k€)

### Établissements
Au 31 décembre 2015, la commune compte 88 établissements, dont quarante au niveau des commerces, transports ou services, dix-sept dans la construction, seize relatifs au secteur administratif, à l'enseignement, à la santé ou à l'action sociale, huit dans l'agriculture, la sylviculture ou la pêche, et sept dans l'industrie.

### Agriculture
La commune est dans la « Viadène et vallée du Lot », une petite région agricole occupant le nord-ouest du département de l'Aveyron. En 2020, l'orientation technico-économique de l'agriculture  sur la commune est la polyculture et/ou le polyélevage.
|               | 1988 | 2000 | 2010 | 2020 |
| ------------- | ---- | ---- | ---- | ---- |
| Exploitations | 45   | 25   | 24   | 18   |
| SAU (ha)      | 878  | 823  | 746  | 699  |

Le nombre d'exploitations agricoles en activité et ayant leur siège dans la commune est passé de 45 lors du recensement agricole de 1988  à 25 en 2000 puis à 24 en 2010 et enfin à 18 en 2020, soit une baisse de 60 % en 32 ans. Le même mouvement est observé à l'échelle du département qui a perdu pendant cette période 51 % de ses exploitations,. La surface agricole utilisée sur la commune a également diminué, passant de 878 ha en 1988 à 699 ha en 2020. Parallèlement la surface agricole utilisée moyenne par exploitation a augmenté, passant de 20 à 39 ha.

## Culture locale et patrimoine

### Lieux et monuments
À Estaing se trouvent un monument classé (le château) et cinq autres monuments inscrits.

#### Patrimoine civil ou militaire

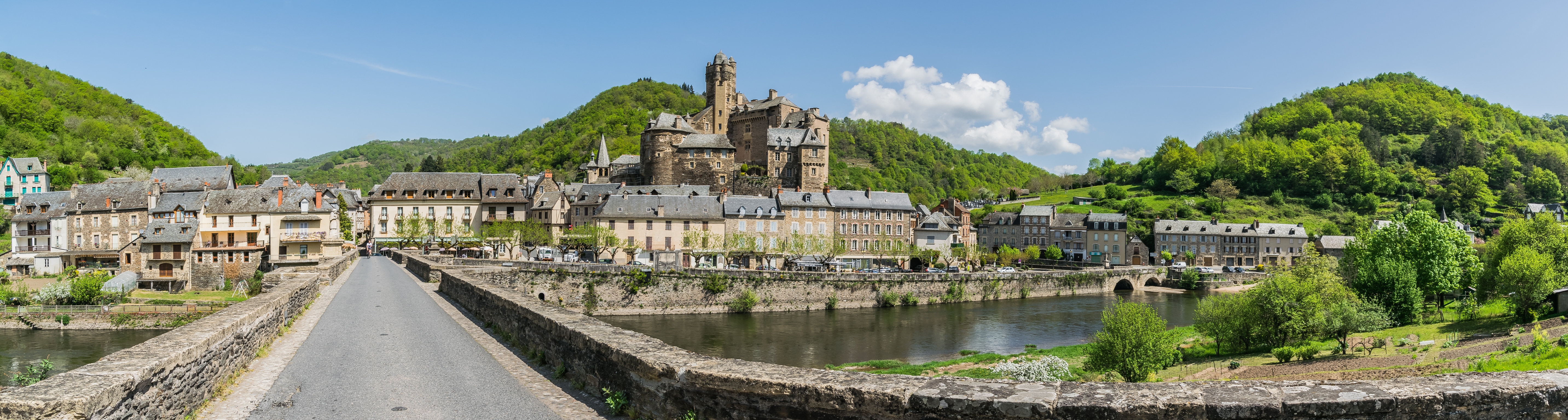
Vue panoramique d'Estaing. Après le pont, on aperçoit l'église Saint-Fleuret et le château. Avril 2018.

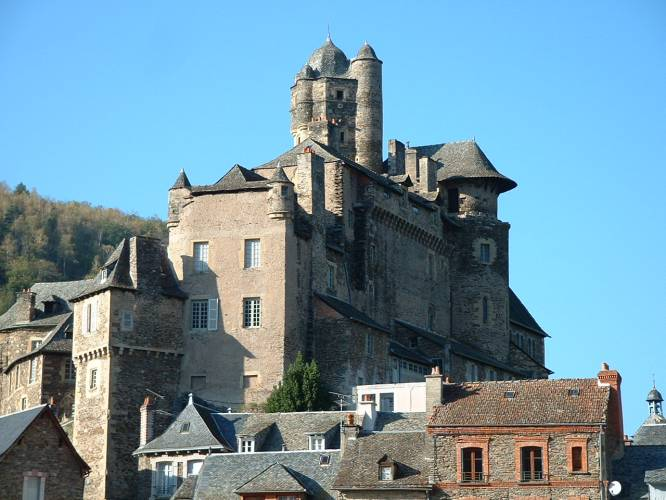
Le château d'Estaing, XVe, XVIe et XVIIe siècles.
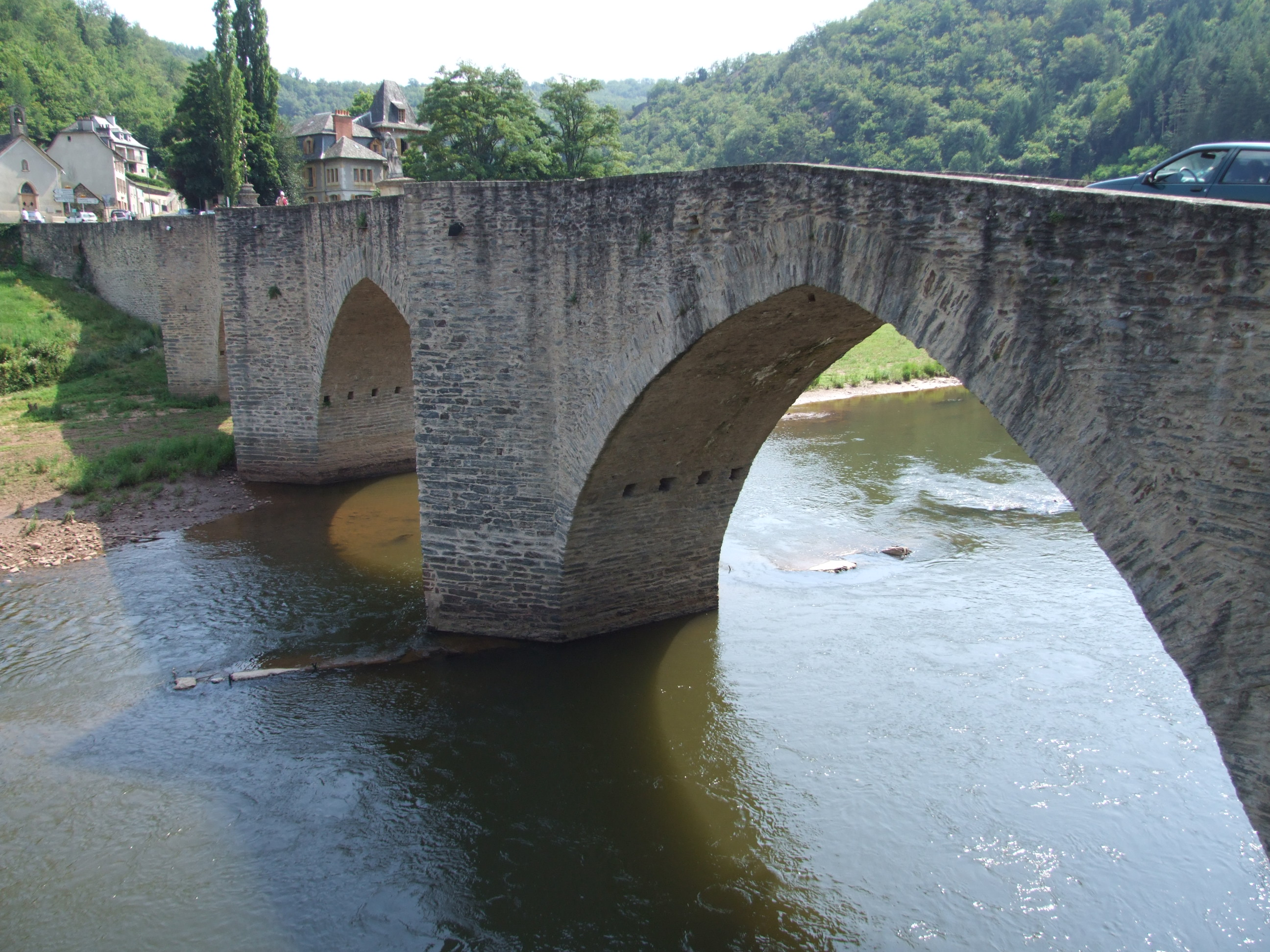
Le pont gothique.
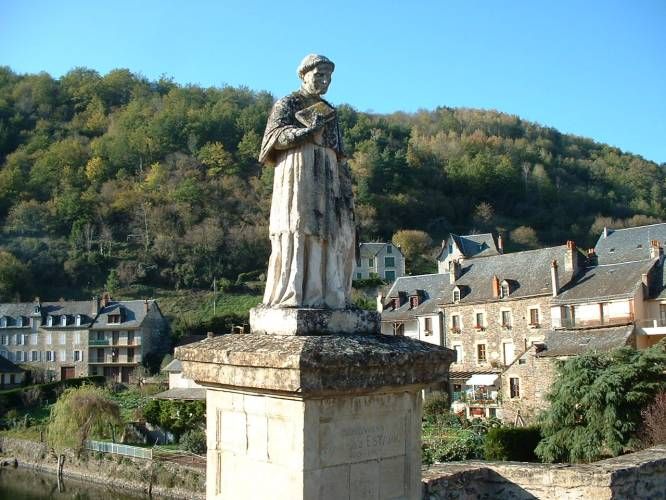
Statue de François d'Estaing sur le vieux pont.
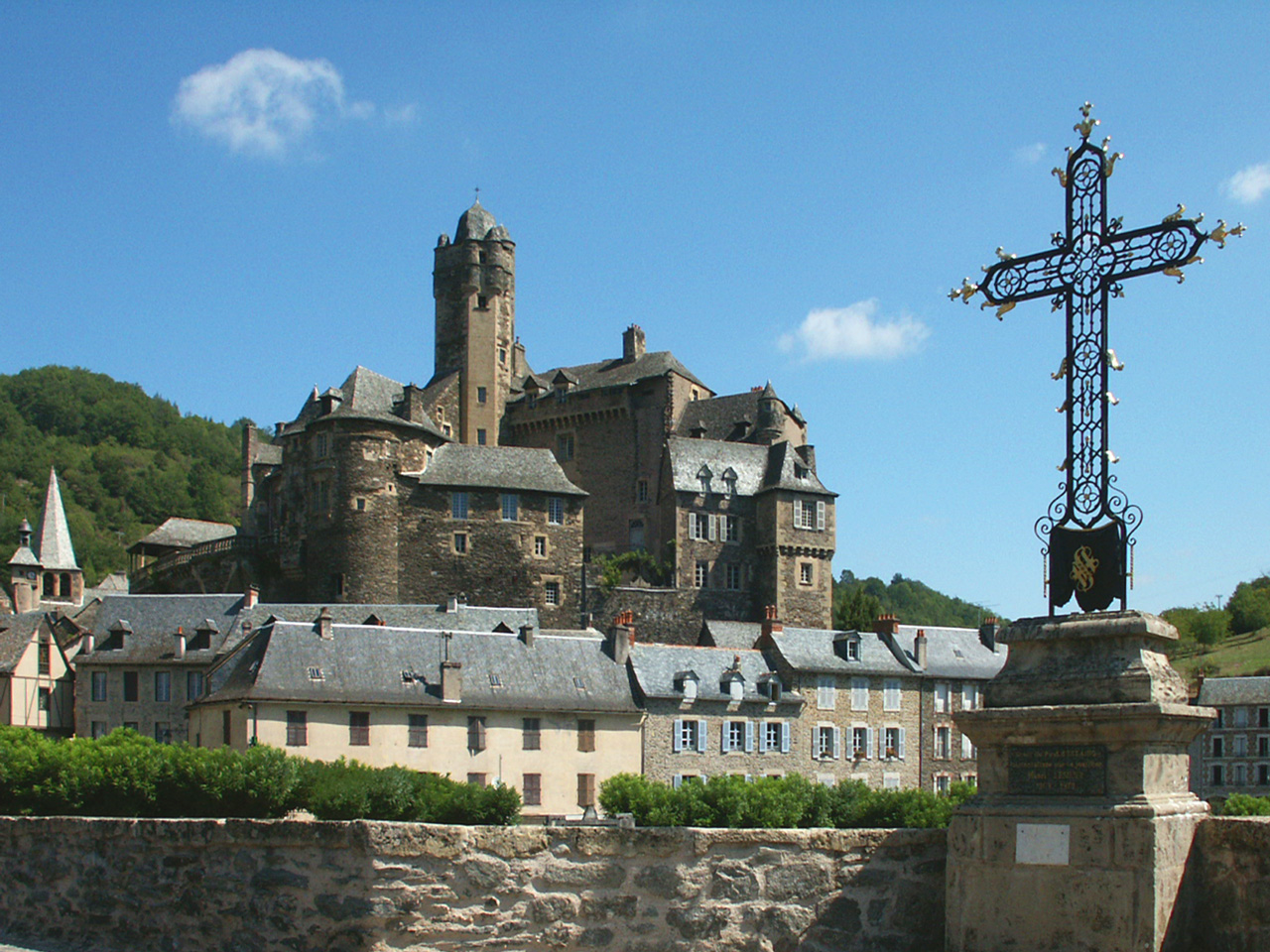
La croix du pont d'Estaing.
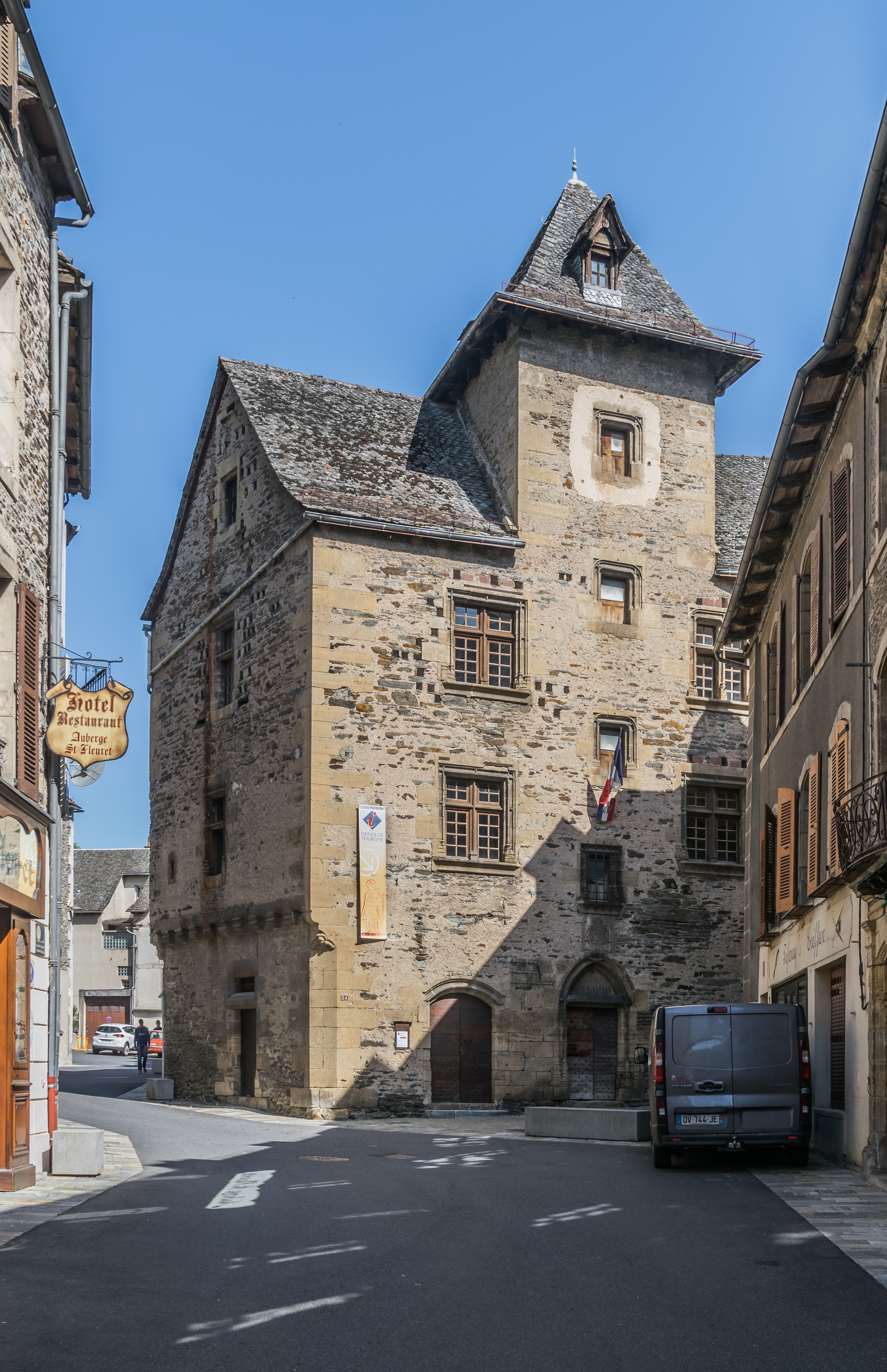
La mairie.

##### Le château d’Estaing
Le village est dominé par l'imposant château d'Estaing, classé au titre des monuments historiques en 1945 qui rappelle la présence historique de la famille d'Estaing. Le château domine le confluent du Lot et de la Coussanne. Datant du XVe siècle, il a été acheté en 2005 par Valéry Giscard d'Estaing, ancien président de la République, son frère Olivier Giscard d'Estaing, ancien député des Alpes-Maritimes et ancien maire d'Estaing, et leur cousin Philippe Giscard d'Estaing. Ce château est, avec l'abbatiale de Conques, un des monuments les plus connus et les plus rayonnants de l'Aveyron. Sous la Première République, il fut vendu par lots après que l'amiral d'Estaing eut été guillotiné. En 1836, les religieuses de Saint-Joseph achetèrent le château pour en faire un couvent, une école et une maison de retraite. Elles le cédèrent à la commune d'Estaing en 2000, qui, devant l'ampleur des travaux, la revendit en 2005 à la famille Giscard d'Estaing à travers une SCI pour 510 000 euros. Grâce à une subvention publique de 450 000 euros, les travaux y ont été engagés dès l'année suivante.
C'est ainsi que le château fut vendu deux fois, en 2000 à la commune et, en 2005, aux enchères, avec la seule publicité légale et en écartant un autre acquéreur qui voulait « restructurer » le château et en vendre le mobilier non-classé à l'inventaire des monuments historiques. Le Monde titrait : « Après le nom, le château ». The Sunday Times : « The natives are revolting at Château Giscard ». Le Figaro notait : « (...) dans dix ans il aura des subventions et un jour les visiteurs contempleront le cèdre où il avait l'habitude de s'entretenir avec Sésostris II ». Et la Neue Zürcher Zeitung a démonté une combinaison qui visait probablement à transférer le bien à la famille Giscard d'Estaing sans surenchère inopportune. L'une des sœurs de Saint-Joseph, qui possédaient le château depuis 1836, aurait déclaré  au magazine Point de vue que sa congrégation avait préféré vendre à la commune en 2000, parce que cela « ne leur plaisait pas » de vendre à la famille Giscard d'Estaing.

##### Le pont d'Estaing
Le pont d'Estaing permet de franchir le Lot entre Sébrazac en rive gauche et Estaing sur l'autre rive. Ouvrage en schiste avec un couronnement de calcaire, il est construit à partir de 1490. Ses trois piles sont protégées par des becs, triangulaires vers l'amont et rectangulaires vers l'aval. Sa pile centrale est surmontée de deux éléments architecturaux se faisant face : une croix à l'amont et la statue de François d'Estaing à l'aval. Il est inscrit au titre des monuments historiques en 2005.

##### La mairie
Inscrit en 1975 au titre des monuments historiques pour ses façades et toitures, l'actuel bâtiment de la mairie et de l'office de tourisme a été construit au XVIe siècle pour servir de collège de prêtres, associé alors à la chapelle de Louradou.

##### Le manoir de la Fabrègues
Cette demeure du XVIe siècle est située le long du Lot au lieu-dit la Fabrègues. Elle a gardé de nombreuses traces du passé : cheminées monumentales, murs de pierres à vif et salle voûtée. C'est aujourd'hui un hôtel.

##### Le monument aux morts
Le monument aux morts a été sculpté par René-Albert Baucour (1878-1969) dans le premier quart du XXe siècle,.

#### Patrimoine religieux

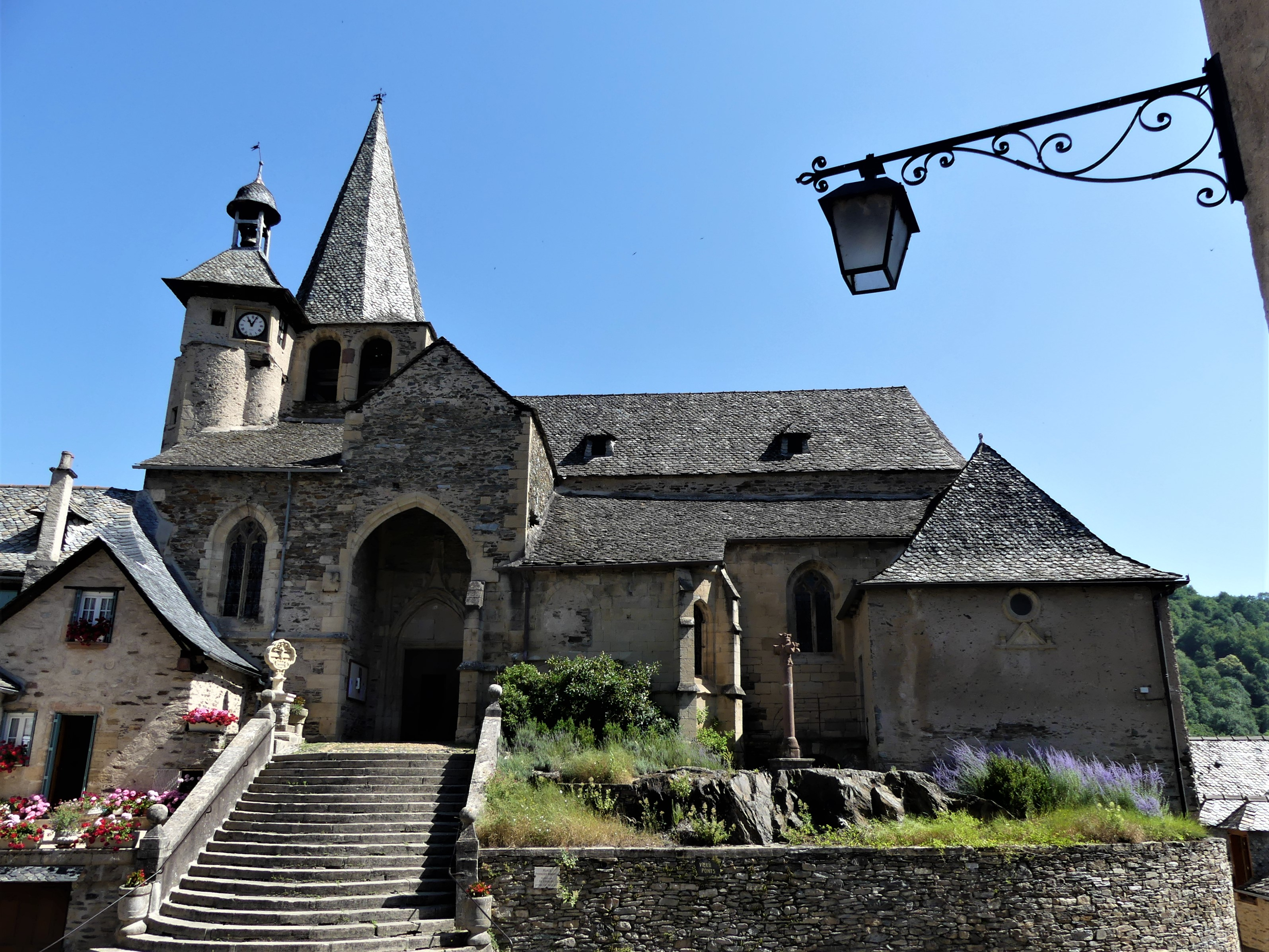
L'église Saint-Fleuret.
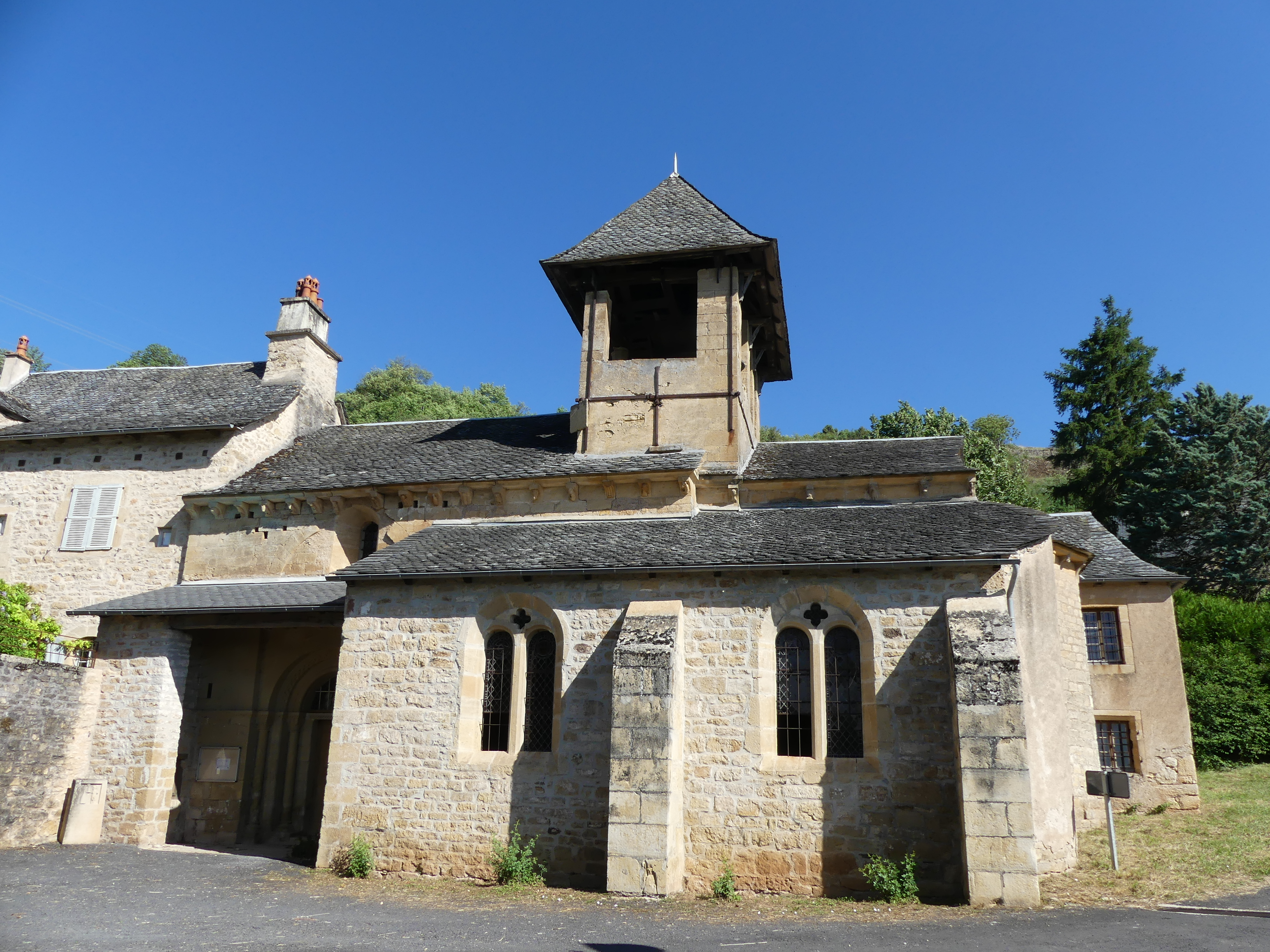
L'église de Vinnac.
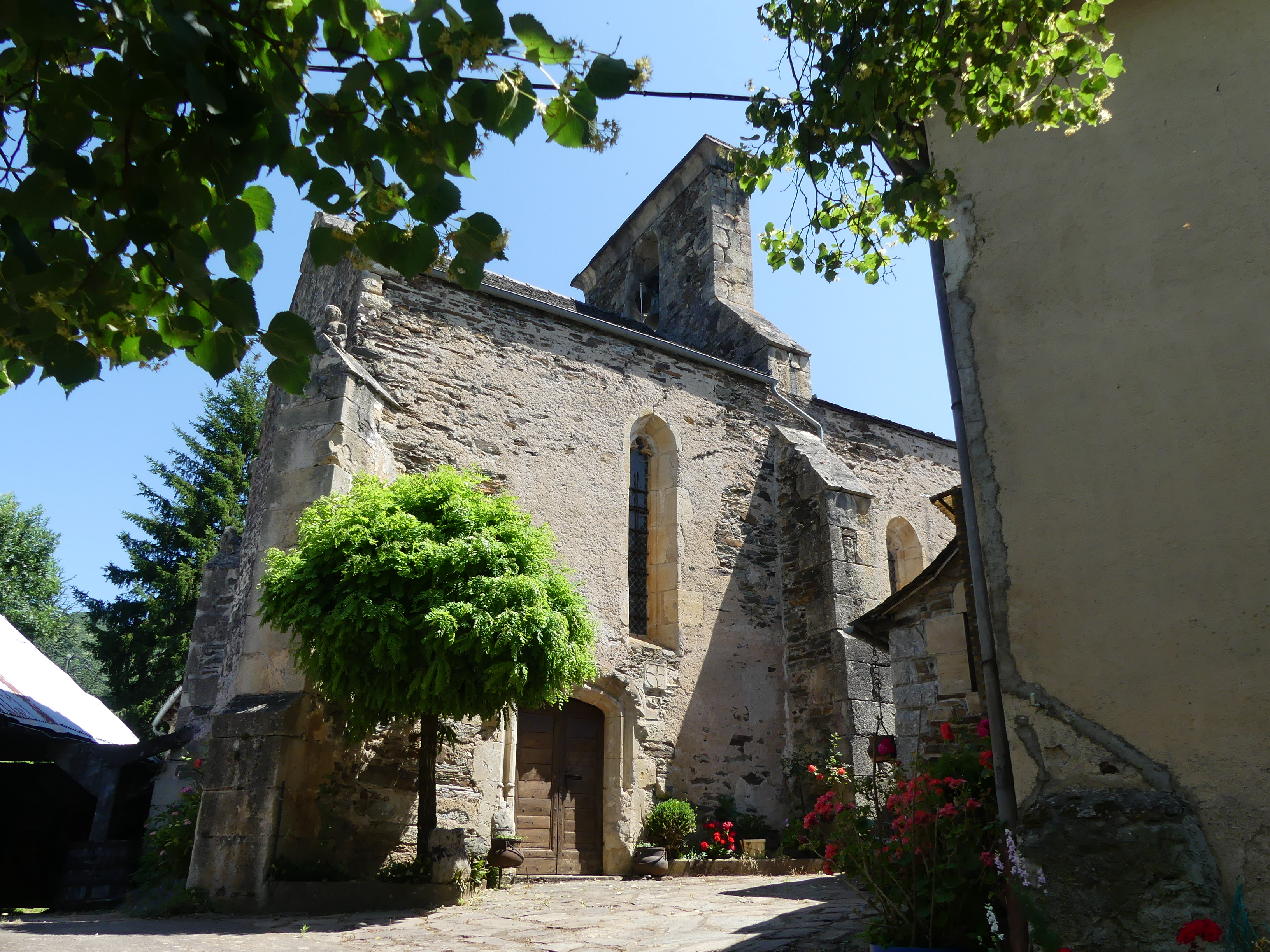
La chapelle de l'Ouradou.
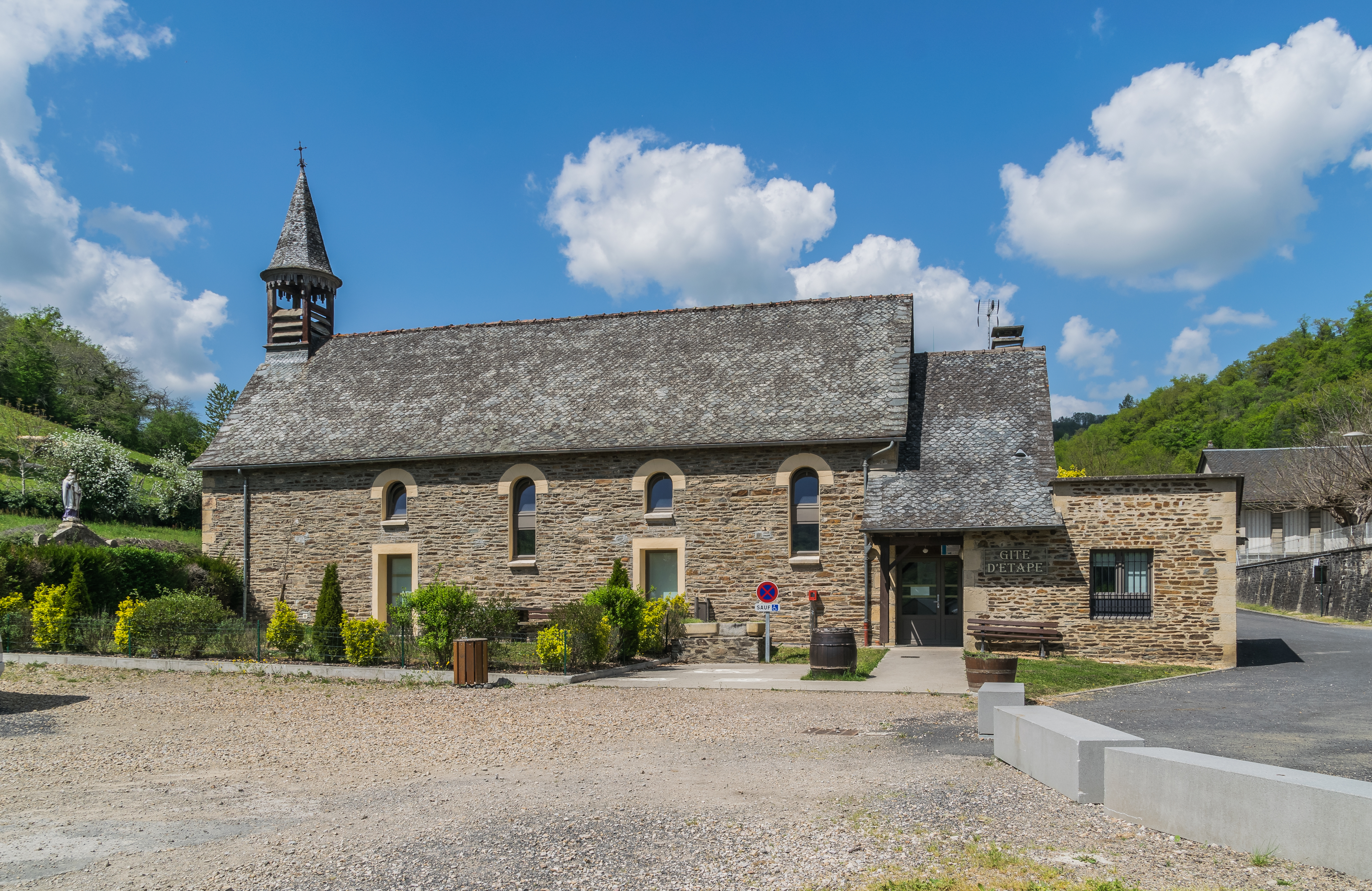
La chapelle Saint-Fleuret.
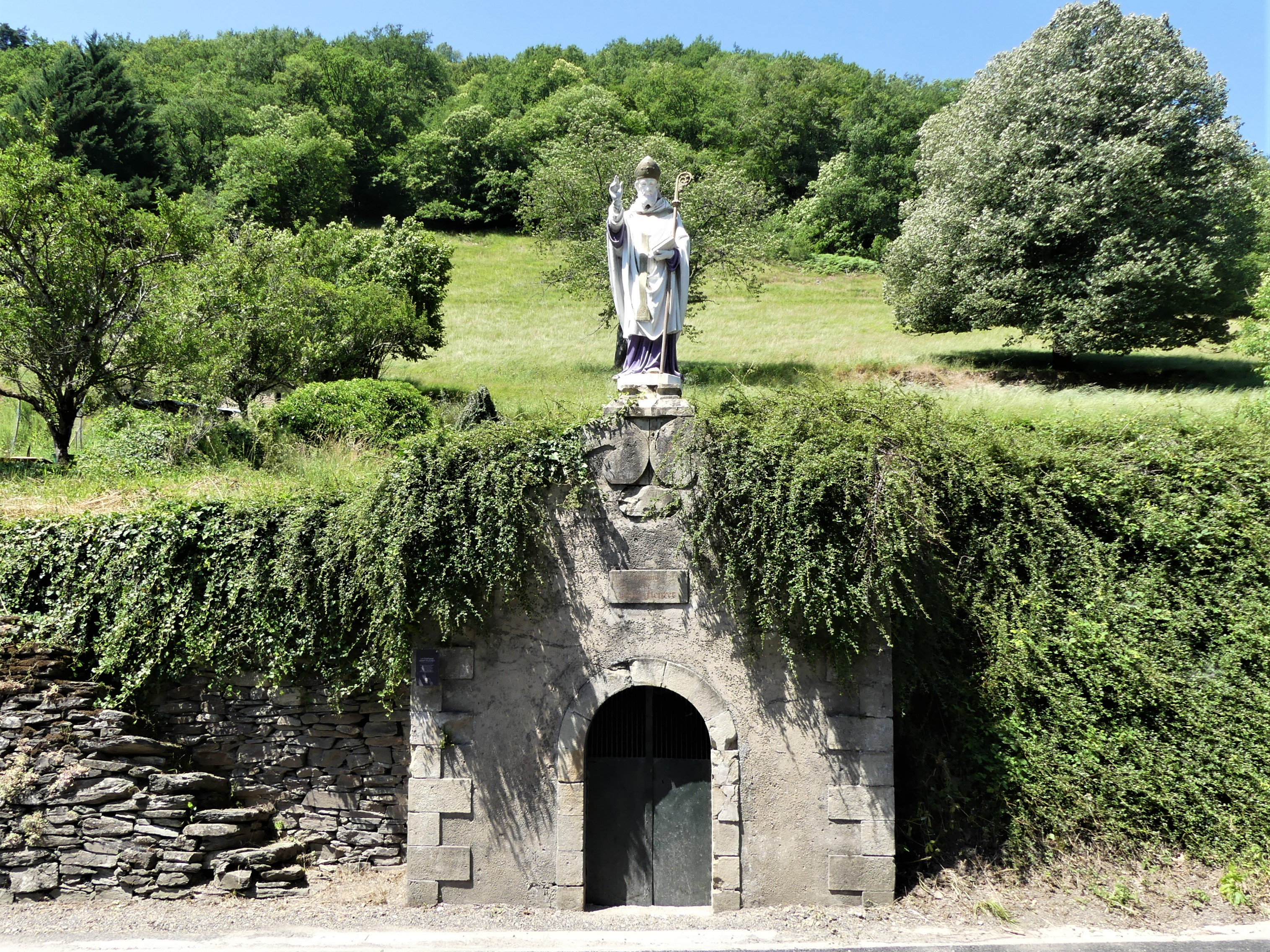
La fontaine Saint-Fleuret.

##### L'église Saint-Fleuret d'Estaing
Bâtiment inscrit au titre des monuments historiques en 1927, l'église Saint-Fleuret fut construite au XVe siècle sur l'emplacement d'un ancien prieuré Saint-Fleuret qui avait été donné à l'abbaye de Montsalvy par Pons Étienne, évêque de Rodez. Elle abrite maintenant, indépendamment des reliques du patron de la ville, un Christ du XVe siècle et une pietà du XVIIe siècle ainsi qu'une statue de saint Jacques dans un retable doré.
À l'extérieur, sur la terrasse, une croix en pierre sculptée du XVe siècle est particulièrement remarquable. Entre le motif principal et le fût, on discerne à gauche un petit pèlerin agenouillé qui semble implorer le Christ. Il a son chapeau à large bord rejeté en arrière et son costume rappelle une fois de plus le souvenir du pèlerin de Compostelle.
Saint Fleuret était évêque d'Auvergne des VIe – VIIe siècles.

##### L'église Saint-Blaisede Vinnac
Surplombant la vallée du Lot au lieu-dit Vinnac et inscrite en 1979 au titre des monuments historiques, l'église Saint-Blaise a été bâtie au XIIe siècle et modifiée au début du XVIIe siècle.

##### La chapelle Saint-Jeande l'Ouradou
À environ un kilomètre au nord-nord-ouest du bourg, au lieu-dit l'Ouradou, en bordure de la route départementale 97, et inscrite en 1997 au titre des monuments historiques, la chapelle Saint-Jean a été construite entre 1524 et 1529.

##### La chapelle Saint-Fleuret d'Estaing
La chapelle Saint-Fleuret se trouve au nord du bourg, à côté du foirail, le long de la route départementale 97. Au XIXe siècle, elle servait de lieu de réunion à la confrérie des pénitents bleus d'Estaing. Elle sert désormais de gîte d'étape pour les pèlerins de Compostelle.
À l'ouest, de l'autre côté de la route, la fontaine Saint-Fleuret, surmontée d'une statue du saint, était réputée miraculeuse, d'après la croyance populaire.

##### Statue de la Vierge à l'Enfant
Sur le quai Amiral-d'Estaing, au milieu du pont qui franchit la Coussane, se dresse une statue de la Vierge à l'Enfant, œuvre de François Mahoux en 1866.
- Chapelle Saint-Joseph du château d'Estaing.

### Personnalités liées à la commune
- Famille d'Estaing.
- Famille Giscard d'Estaing.
- François Annat : confesseur de Louis XIV
- Olivier Giscard d'Estaing, fondateur de l'INSEAD, ancien député des Alpes Maritimes, ancien maire d'Estaing.
- René Fontayne (1891-1972), artiste-peintre, séjourna à plusieurs reprises à Estaing à partir de la fin des années trente. En 1939, il exposa au Salon des Artistes Français un tableau intitulé « Vieilles cheminées à Estaing », récompensé d'une médaille d'or par le jury.
- Jean-Louis Pradel (1946-2013), historien d'art, critique et chroniqueur, il a enseigné les sciences humaines et l'histoire de l'art contemporain de 1976 à 2012 à l'École nationale supérieure des arts décoratifs. Il a été professeur à l'école des beaux-arts de Quimper.

### Héraldique
| Blason | Blasonnement : D'azur à trois fleurs de lys d'or et au chef du même. |

### Galerie de photos

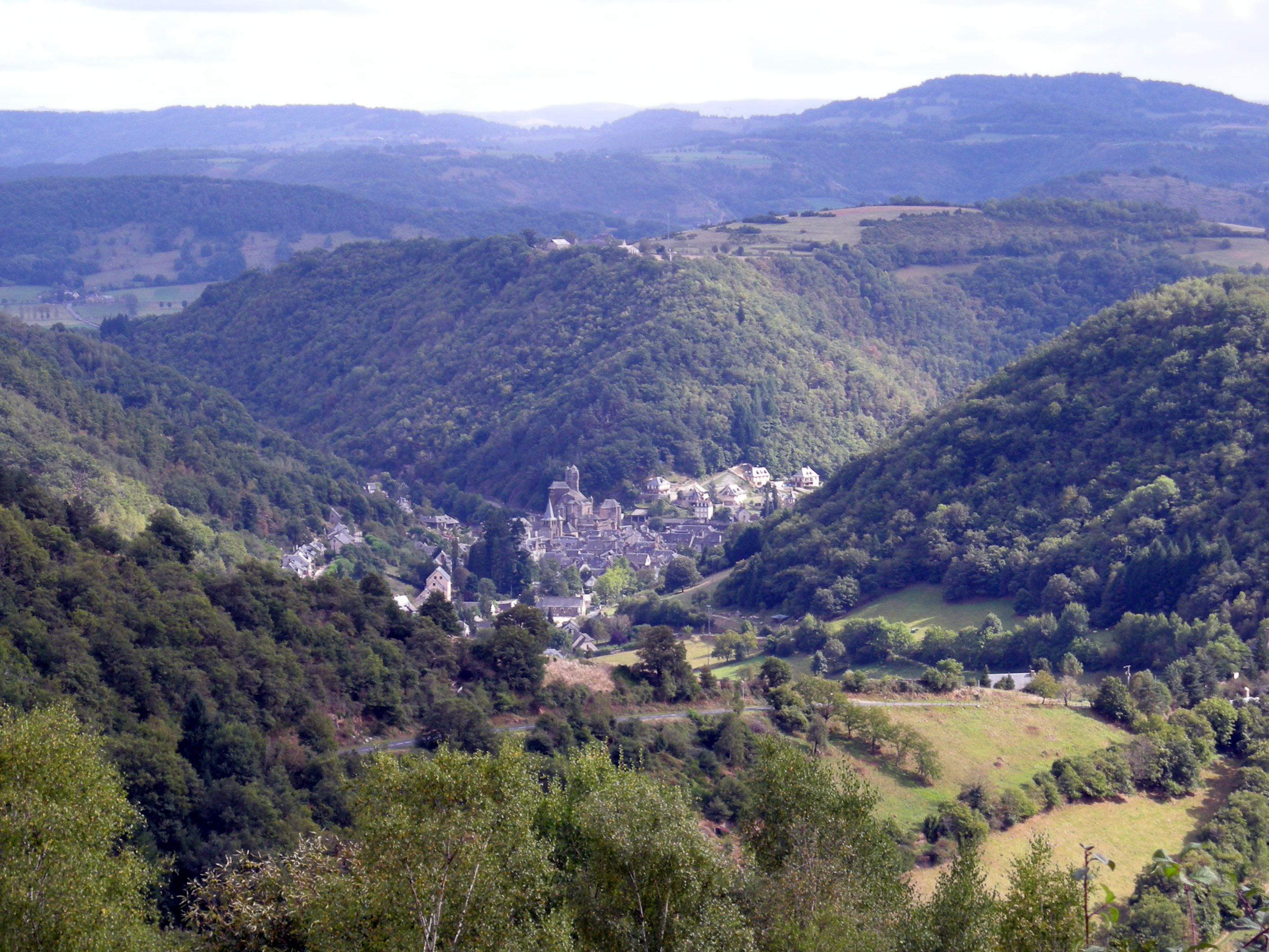
Vue panoramique du village.
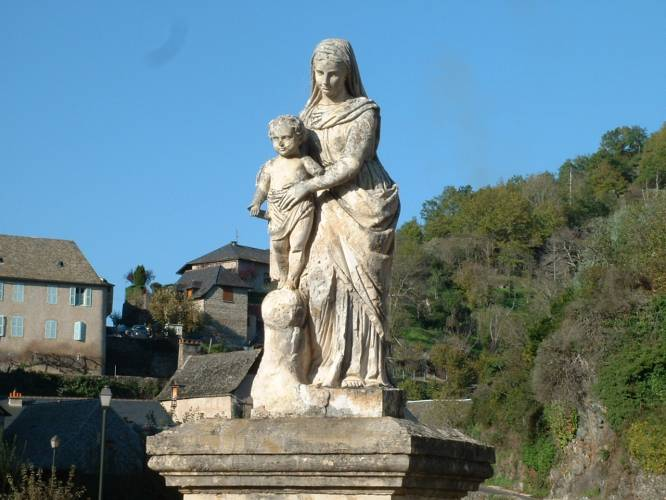
Statue de la Vierge et de l'Enfant.
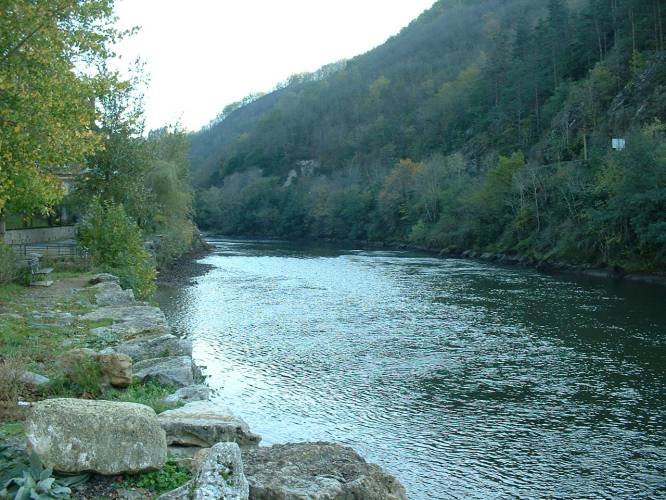
Vue du Lot depuis l'entrée d'Estaing.
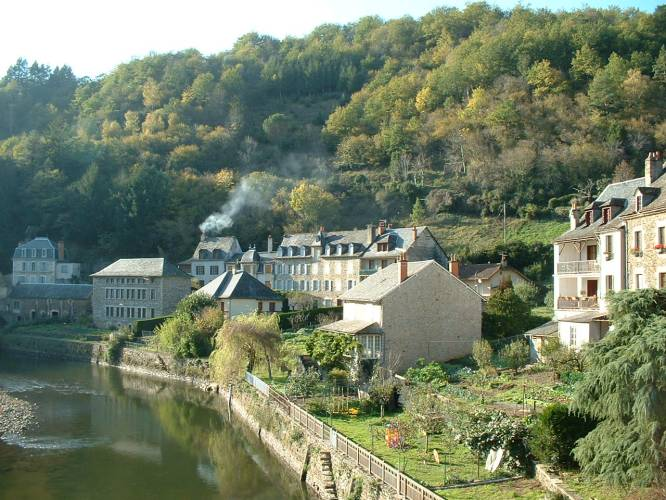
Maisons au bord du Lot.
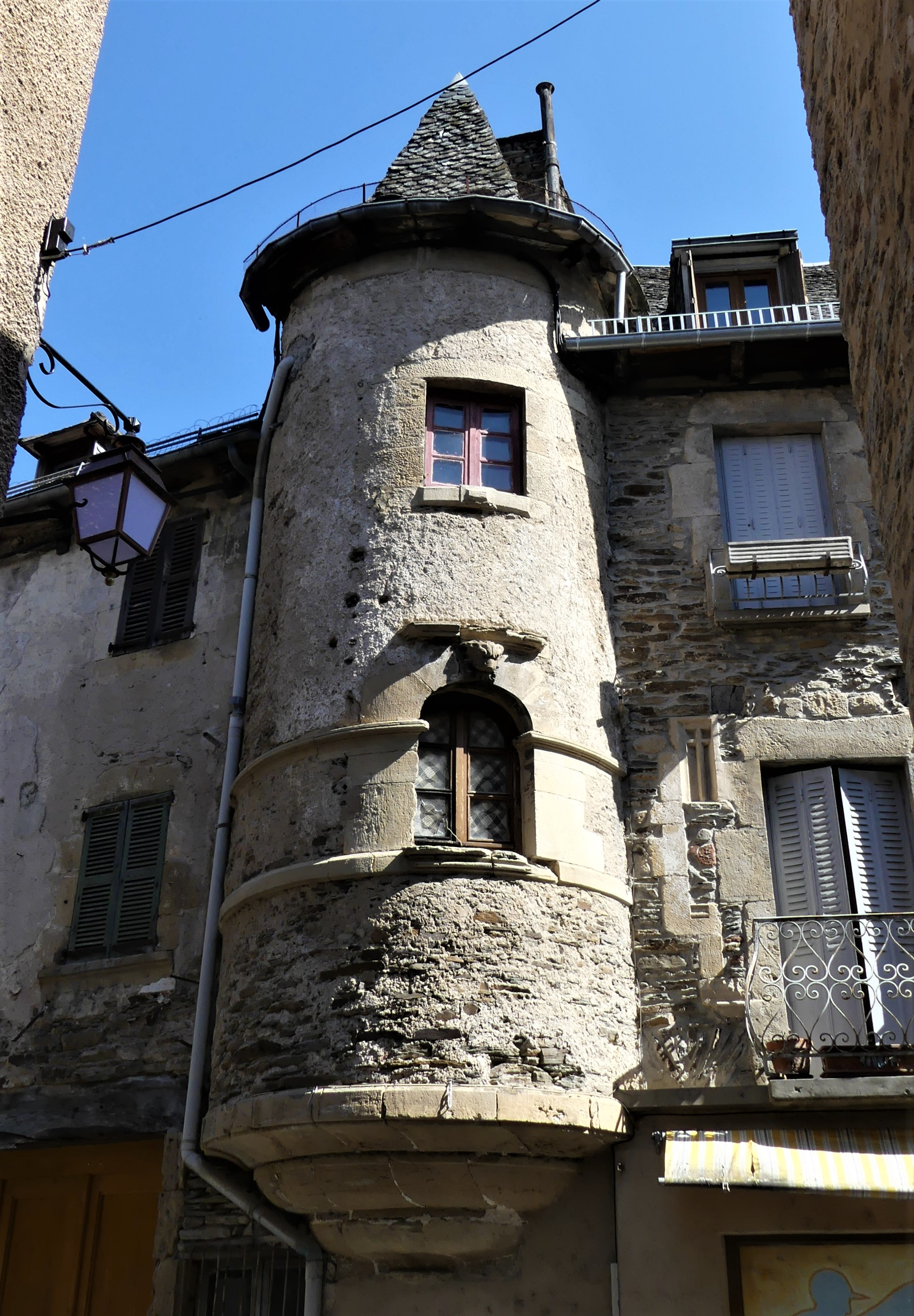
Tourelle dans la rue d'Oultre.
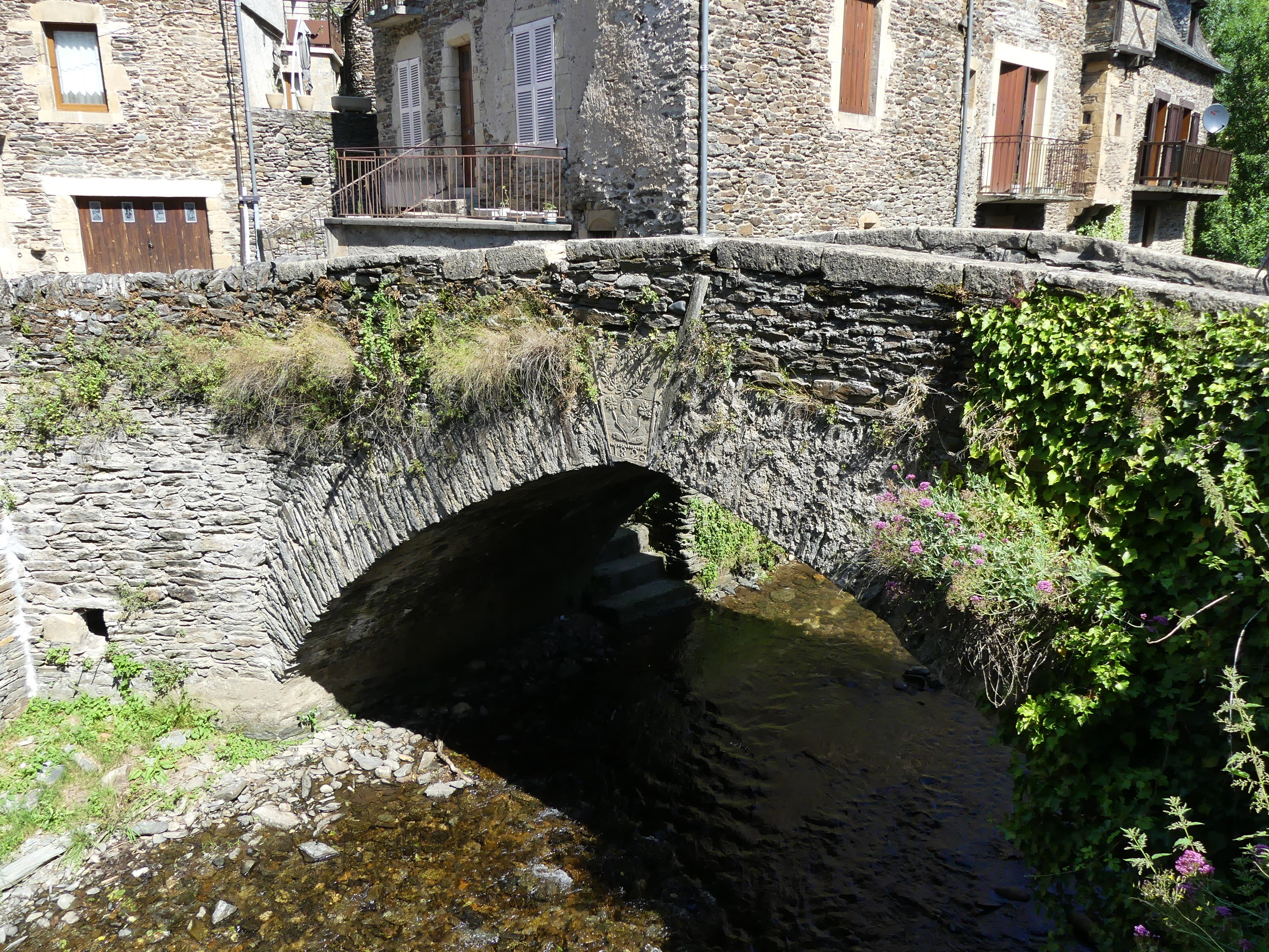
Le vieux pont sur la Coussane.